# Старое Село (Марий Эл)
Старое Село (мар. Рушсола) — деревня в Оршанском районе Республики Марий Эл. Входит в состав Великопольского сельского поселения.

## География
Находится в северной части республики Марий Эл на расстоянии приблизительно 11 км по прямой на юг-юго-восток от районного центра посёлка Оршанка.

## История
Деревня основана в конце XVII века крестьянами из центральных областей России. Здесь в 1692 году была построена деревянная Богоявленская церковь, и деревня стала селом Богоявленским (Великопольским). В течение десяти лет в XVIII веке церковь дважды горела и новую каменную церковь решили построить на новом месте — при деревне Русский Ернур (ныне село Великополье). Прежнее село Великопольское утратило свой статус, став деревней и получив со временем название Старое Село. В 1802 году в Старом Селе в 28 хозяйствах насчитывалось 49 душ мужского пола, в 1859 году в 40 хозяйствах проживали 280 человек. К 1923 году здесь находилось 77 домов, проживали 407 человек, в 1926 году значилось 92 хозяйства, проживали 408 человек, русские. В 1978 году в 12 хозяйствах проживали 39 человек. В 2003 году в деревне оставались 2 хозяйства. В советское время работали колхозы «Венера», имени Родигина, «Авангард» и имени Шкетана. Ныне имеет характер дачного посёлка.

## Население
Население составляло 3 человека (русские 100 %) в 2002 году, 0 в 2010.